# May Enensi Corona
May Enensi Corona est une corona, formation géologique en forme de couronne, située sur la planète Vénus par -42,5° S et 68° E. Elle est localisée dans le quadrangle d'Aino Planitia. Elle a été nommée en référence à May Enensi, Teleutan (S Altay) déesse de la fertilité. 

## Géographie et géologie
May Enensi Corona couvre une surface circulaire d'environ 330 km de diamètre. 